# Rașcov
Rașcov (in russo Рашково)  è un comune della Moldavia controllato dalla autoproclamata repubblica di Transnistria. È compreso nel distretto di Camenca ed ha 2.000 abitanti al censimento del 2004

## Località
Il comune è formato dall'insieme delle seguenti località:
- Rașcov (Катериновка)
- Iantarnoe (Янтарное).